# Lago Langana
Il lago Langana (in amarico ላንጋኖ ሐይቅ; in oromo: Hora Langaanoo) è un lago salato nella regione di Oromia in Etiopia, esattamente 200 chilometri di strada a sud della capitale, Addis Abeba, al confine tra la zona della Scioa orientale e la zona degli Arussi. Si trova ad est del lago Abiata nella Rift Valley etiopica ad un'altitudine di 1.585 metri.

## Descrizione

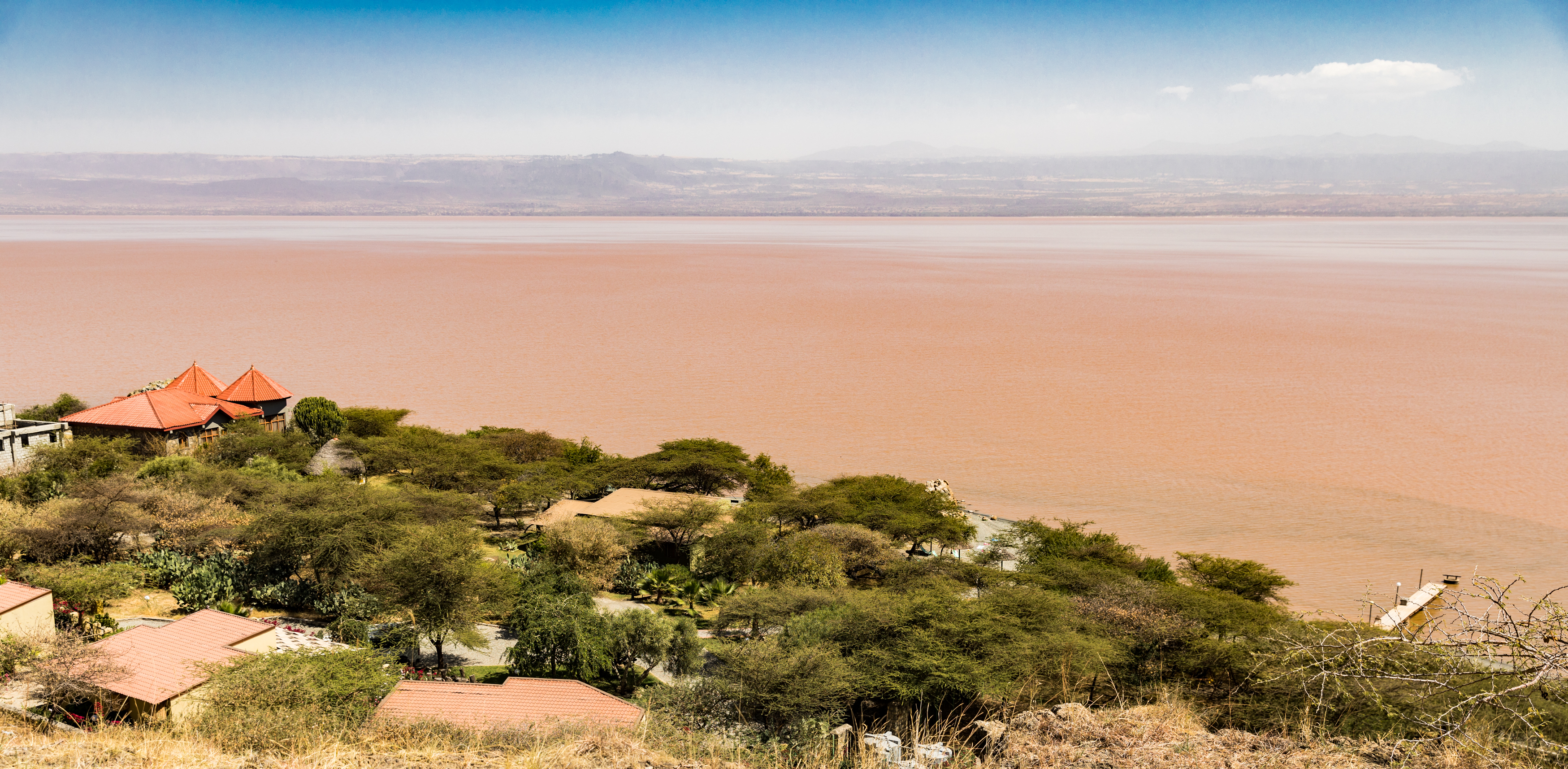
Lago Langana

Secondo i dati pubblicati dall'Agenzia Centrale di Statistica, il lago Langana è lungo 18 km per 16 km di larghezza, con una superficie di 230 kmq e una profondità massima di 46 metri. Il lago ha un bacino idrografico di 1600 chilometri quadrati ed è prosciugato dal fiume Hora Kallo che sfocia nell'adiacente lago Abiata.
Poiché privo di schistosomiasi, a differenza di tutti gli altri laghi d'acqua dolce in Etiopia, il lago Langano è un luogo frequentato da turisti e abitanti delle città. Il lago è di colore marrone, dovuto alla ricchezza di minerali tra cui alti livelli di zolfo che hanno portato molti a credere che l'acqua del lago abbia proprietà curative. Intorno al lago vi sono diversi alberghi e resort, dove vengono praticati gli sport acquatici. C'è una varietà di fauna selvatica intorno al lago, tra cui ippopotami (rari), scimmie, babbuini, facoceri e un'enorme varietà di uccelli. Tuttavia, l'area intorno al lago è in gran parte disboscata e un gran numero di pastori vive intorno all'area.
Due terremoti hanno avuto il loro epicentro vicino a questo lago: il primo nel 1906 (magnitudo 6.8 della scala Richter) e il secondo nel 1985 (magnitudo 6.2). Dopo il terremoto del 1906 si formò un geyser alto 25-30 m sull'isola di Edo Laki, nella parte settentrionale del lago; il geyser è poi scomparso intorno al 1966-1970, lasciando una sorgente termale.